# Prvenstvo Anglije 1967
Prvenstvo Anglije 1967 v tenisu.

## Moški posamično
John Newcombe :  Wilhelm Bungert, 6-3, 6-1, 6-1

## Ženske posamično
Billie Jean King :  Ann Haydon Jones, 6-3, 6-4

## Moške dvojice
Bob Hewitt /  Frew McMillan :  Roy Emerson /  Ken Fletcher, 6–2, 6–3, 6–4

## Ženske dvojice
Rosemary Casals /  Billie Jean King :  Maria Bueno /  Nancy Richey, 9–11, 6–4, 6–2

## Mešane dvojice
Owen Davidson /  Billie Jean King :  Ken Fletcher /  Maria Bueno, 7–5, 6–2